# 山内則康
山内 則康（やまうち のりやす、1959年9月13日 - ）は、日本の男性アニメーター、キャラクターデザイナー、メカニックデザイナー。スタジオ・ライブ所属。

## 来歴
スタジオ・ライブ所属だが、1995年の『女神天国』以降はスタジオ・ファンタジアへ出向中。
スタイルが良い女性キャラクターを描くことで知られ、特に脚線美を強調したデザインに定評がある。これについて小黒祐一郎は「日本が誇る三大脚アニメーターの1人」「山内さんは脚だけが好きで、胸なんかいらない」、沖浦啓之は「女体を描くっていう事では第一人者」と評している。

## 参加作品

### テレビアニメ
1984年
- 超力ロボ ガラット（1984年 - 1985年、原画）

1985年
- 超獣機神ダンクーガ（キャラクターデザイン・衣装デザイン・原画）

1987年
- シティーハンター（1987年 - 1988年、原画）

1988年
- シティーハンター2（1988年 - 1989年、原画）

1989年
- アイドル伝説えり子（1989年 - 1990年、キャラクターデザイン・作画監督・原画）
- たいむとらぶるトンデケマン!（1989年 - 1990年、サブキャラクターデザイン）

1990年
- アイドル天使ようこそようこ（1990年 - 1991年、作画監督・原画）

1991年
- シティーハンター'91（メカニカルデザイン・作画監督・原画）
- 魔法のプリンセス ミンキーモモ（第2作）（1991年 - 1992年、作画監督・原画）

1993年
- 美少女戦士セーラームーンR（1993年 - 1994年、原画）

1995年
- 恐竜冒険記ジュラトリッパー（原画）

1996年
- 逮捕しちゃうぞ（1996年 - 1997年、原画）

1998年
- カウボーイビバップ（原画）
- 銀河漂流バイファム13（原画）

1999年
- A.D.POLICE（原画）
- 名探偵コナン（1999年 - 、原画）
- バブルガムクライシス TOKYO 2040（原画）
- 魔装機神サイバスター（原画）

2001年
- 地球防衛家族（原画）
- ナジカ電撃作戦（キャラクターデザイン・総作画監督・作画監督・原画・オープニングアニメーション・エンディングアニメーション）

2002年
- G-onらいだーす（原画）
- キディ・グレイド（2002年 - 2003年、原画）

2003年
- ストラトス・フォー（キャラクターデザイン、メカニックデザイン・総作画監督・作画監督・原画・オープニングアニメーション・エンディングアニメーション）
- 住めば都のコスモス荘 すっとこ大戦ドッコイダー（原画・オープニングアニメーション）
- 君が望む永遠（原画・オープニングアニメーション）
- スクラップド・プリンセス（原画）

2005年
- バジリスク 〜甲賀忍法帖〜（原画）
- ノエイン もうひとりの君へ（2005年 - 2006年、原画）
- BLACK CAT（2005年 - 2006年、原画）

2006年
- 獣王星（原画）
- 奏光のストレイン（2006年 - 2007年、作画監督・原画）

2008年
- GUNSLINGER GIRL -IL TEATRINO-（原画）
- クリスタル ブレイズ（作画監督・資料協力）
- 鉄のラインバレル（2008年 - 2009年、原画）
- ロザリオとバンパイア CAPU2（作画監督）

2009年
- シャングリ・ラ（OP原画）

2010年
- ひめチェン!おとぎちっくアイドル リルぷりっ（作画監督）
- ストライクウィッチーズ2（原画）
- FORTUNE ARTERIAL 赤い約束（作画監督）
- それでも町は廻っている（作画監督）

2011年
- まりあ†ほりっく あらいぶ（総作画監督・作画監督・原画）

2012年
- ギルティクラウン（作画監督）
- Persona4 the ANIMATION（作画監督）
- トータル・イクリプス（作画監督）
- 人類は衰退しました（作画監督）
- 輪廻のラグランジェ season2（作監協力）
- To LOVEる -とらぶる- ダークネス（作画監督）
- 好きっていいなよ。（作画監督）
- ガールズ&パンツァー（絵コンテ）

2013年
- 僕は友達が少ないNEXT（作画監督）
- D.C.III 〜ダ・カーポIII〜（作画監督）
- 宇宙戦艦ヤマト2199（原画）
- 這いよれ! ニャル子さんW（原画）
- ゆゆ式（作画監督）
- 幻影ヲ駆ケル太陽（作画監督）
- 東京レイヴンズ（2013年 - 2014年、作画監督）
- IS 〈インフィニット・ストラトス〉2（作画監督）
- ワルキューレ ロマンツェ（作画監督）

2014年
- 桜Trick（作画監督）
- ブラック・ブレット（作画監督・原画）
- キャプテン・アース（作画監督協力）
- Persona4 the Golden ANIMATION（作画監督）
- 精霊使いの剣舞（作画監督）
- グリザイアの果実（作画監督）

2015年
- 少年ハリウッド -HOLLY STAGE FOR 50-（作画監督）
- アブソリュート・デュオ（作画監督）
- グリザイアの迷宮（作画監督）
- グリザイアの楽園（作画監督）
- 監獄学園（作画監督）
- デュラララ!!×2 転（作画監督）

2016年
- だがしかし（作画監督）
- 最弱無敗の神装機竜（作画監督）
- デュラララ!!×2 結（作画監督・原画）
- 少年メイド（作画監督・原画）
- Rewrite（2016年 - 2017年、作画監督）
- Lostorage incited WIXOSS（作画監督）
- マジきゅんっ!ルネッサンス（作画監督）

2017年
- ソード・オラトリア ダンジョンに出会いを求めるのは間違っているだろうか外伝（作画監督）
- はじめてのギャル（パンツマイスター）
- 賭ケグルイ（原画）
- ナイツ&マジック（作画監督）
- クジラの子らは砂上に歌う（作画監督）

2018年
- ミイラの飼い方（作画監督・原画）
- ラストピリオド -終わりなき螺旋の物語-（作画監督）
- プラネット・ウィズ（作画監督）
- とある魔術の禁書目録III（作画監督）
- 転生したらスライムだった件（2018年 - 2019年、作画監督）

2019年
- 賭ケグルイ××（原画）
- コップクラフト（作画監督）
- ダンジョンに出会いを求めるのは間違っているだろうかII（作画監督）
- ライフル・イズ・ビューティフル（原画）

2020年
- とある科学の超電磁砲T（作画監督）
- シャドウバース（作画監督）
- ダンジョンに出会いを求めるのは間違っているだろうかIII（作画監督）

2021年
- EDENS ZERO（2021年 - 2023年、作画監督）

2022年
- 処刑少女の生きる道（作画監督）

2023年
- 異世界召喚は二度目です（作画監督）
- 青のオーケストラ（作画監督）
- おかしな転生（作画監督）

2024年
- 月が導く異世界道中 第二幕（作画監督）
- FAIRY TAIL 100年クエスト（作画監督）
- パーティーから追放されたその治癒師、実は最強につき（作画監督）

### 劇場アニメ
- うる星やつら2 ビューティフル・ドリーマー（1984年、動画）
- 強殖装甲ガイバー（1986年、原画）
- バツ&テリー（1987年、キャラクターデザイン・作画監督チーフ）
- 王立宇宙軍 オネアミスの翼（1987年、原画）
- シティーハンター 愛と宿命のマグナム（1989年、デザイン協力・原画）
- それゆけ! R&R BAND（1991年、原画）
- 劇場版 美少女戦士セーラームーンR（1993年、原画）
- 名探偵コナン 銀翼の奇術師（2004年、原画）
- スチームボーイ（2004年、設定開発）
- TRIGUN Badlands Rumble（2010年、銃器監修）
- 劇場版 魔法先生ネギま! ANIME FINAL（2011年、総作画監督・原画）
- PERSONA3 THE MOVIE #2 Midsummer Knight's Dream（2014年、作画監督）

### 一般OVA
- 吸血鬼ハンターD（アニメーションキャラクター・原画）
- 魔法のプリンセスミンキーモモ 夢の中の輪舞（原画）
- プロジェクトA子（原画）
- 禁断の黙示録 クリスタル・トライアングル（原画）
- 恐怖のバイオ人間 最終教師（原画）
- トップをねらえ!（原画）
- ガデュリン（原画）
- 超幕末少年世紀タカマルシリーズ
  - 超幕末少年世紀タカマル（原画）
  - 新超幕末少年世紀タカマル CHILDREN BUILD THE FUTURE（原画）
- ダウンロード 南無阿弥陀仏は愛の詩（原画）
- 紺碧の艦隊（メカニカルデザイン）
- 特捜戦車隊ドミニオン（原画）
- ZIGGY THE MOVIE それゆけ! R&R BAND （原画）
- 女神天国（キャラクターデザイン、作画監督・原画）
- アイドル防衛隊ハミングバード'95夢の場所へ（原画）
- AIKaシリーズ
  - AIKa（構成、絵コンテ、演出、キャラクターデザイン・総作画監督・作画監督・原画）
  - AIKa Special TRIAL（キャラクターデザイン・作画監督・原画）
  - AIKa R-16:VIRGIN MISSION（キャラクターデザイン、メカニックデザイン・総作画監督・作画監督・原画）
  - AIKa ZERO（監督・キャラクターデザイン・総作画監督）
- ジオブリーダーズ（原画）
- 超神姫ダンガイザー3（原画）
- ストリートファイターZERO -THE ANIMATION-（原画）
- AMON デビルマン黙示録（原画）
- 炎のらびりんす（キャラクターデザイン、作画監督・原画）
- こみっくパーティーRevolution（原画）
- ストラトス・フォーOVAシリーズ
  - ストラトス・フォー X（キャラクターデザイン、メカニックデザイン・総作画監督）
  - ストラトス・フォー アドヴァンス（キャラクターデザイン、メカニックデザイン・総作画監督・作画監督・原画・オープニングアニメーション）
  - ストラトス・フォー アドヴァンス 完結編（キャラクターデザイン、メカニックデザイン・総作画監督・作画監督）
- いちご100% 恋が始まる!? 撮影合宿 〜ゆれるココロが東へ西へ〜（監督・キャラクターデザイン
- 最終兵器彼女 Another Love Story（原画）
- HELLSING IV（作画監督）
- ToHeart2 adnext（オープニングアニメーション）
- G-taste（ベストセレクション版）（「森村奈々」キャラクターデザイン・絵コンテ、演出、作画監督・原画）
- 輪廻のラグランジェ 鴨川デイズ（キャラクター作画監督・原画）

### 18禁OVA
- こわれものシリーズ
  - こわれもの：キャラクターデザイン
  - こわれものII：キャラクターデザイン
- ランジェリーズ（原画）
- Hi・Me・Go・To（原画）

### Webアニメ
- 魔神英雄伝ワタル 七魂の龍神丸（原画）

### 一般ゲーム
- 鉄甲旗艦アトラゴン（キャラクターデザイン、メカニックデザイン・作画監督・パッケージイラスト
- 女神天国II（キャラクターデザイン・作画監督・原画）
- スキャンダル（原画）
- イノセントティアーズ（作画監督・原画）

### 18禁ゲーム
- マリンバスター（キャラクターデザイン・原画）

### その他
- ロケットガール（旧版イラスト）
- トビモノ・ミュージアム2号館（イラストコラム）

## 画集
- TOBIMONO GIRLS 山内則康画集（2009年10月、ホビージャパン） ISBN 978-4-8942-5949-2